# الدوري الإكوادوري لكرة القدم 2011
الدوري الإكوادوري لكرة القدم 2011 (بالإسبانية: Campeonato Ecuatoriano de Fútbol 2011)‏ هو موسم من الدوري الإكوادوري لكرة القدم. فاز فيه سوسيداد ديبورتيفو كيتو.